# Розовоголовый кольчатый попугай
Розовоголовый кольчатый попугай (лат. Psittacula roseata) — птица отряда попугаеобразных. Некоторые систематики выделяют этого попугая в самостоятельный вид, но большинство всё же считают его подвидом сливоголового попугая.

## Внешний вид
Длина тела 30—35 см. По окраске очень похож на сливоголового попугая. Основная окраска оперения зелёная. Голова у самца бледно-розовая, по краям серо-голубая с чёрной каймой. У самки голова сине-серого цвета. На сгибах крыльев коричнево-красные пятна.

## Распространение
Обитает в Индии, в штатах Бенгалия и Ассам.

## Образ жизни
Населяют лесистые местности, но встречаются и в культурных ландшафтах. Больших популяций в природе не образуют.

## Содержание
Спокойные, некрикливые птицы. Самцы довольно приятно поют. Молодые птицы быстро привыкают к человеку, но способность к обучению человеческой речи у этих попугаев не отмечена.